# Sceloporus smithi
Sceloporus smithi là một loài thằn lằn trong họ Phrynosomatidae. Loài này được Hartweg & Oliver mô tả khoa học đầu tiên năm 1937.